# Sackad
Sackad (av franskans saccade, "ryck") innebär en snabb ryckig ögonrörelse, till exempel vid läsning.
En återställningssackad kan uppstå vid undersökning av den vestibulo-okulära reflexen.